# 알루미나이트
알루미나이트(Aluminite)는 화학식 Al2SO4(OH)4·7H2O를 가지는 수화 알루미늄 황산염 광물이다. 흙빛의 흰색에서 회백색을 띠는 단사정계 광물로 거의 결정 형태를 나타내지 않는다. 덩어리진 유방상 점토와 같은 덩어리를 형성한다. 모스 굳기는 1–2로 매우 부드럽고, 비중은 1.66–1.82이다.

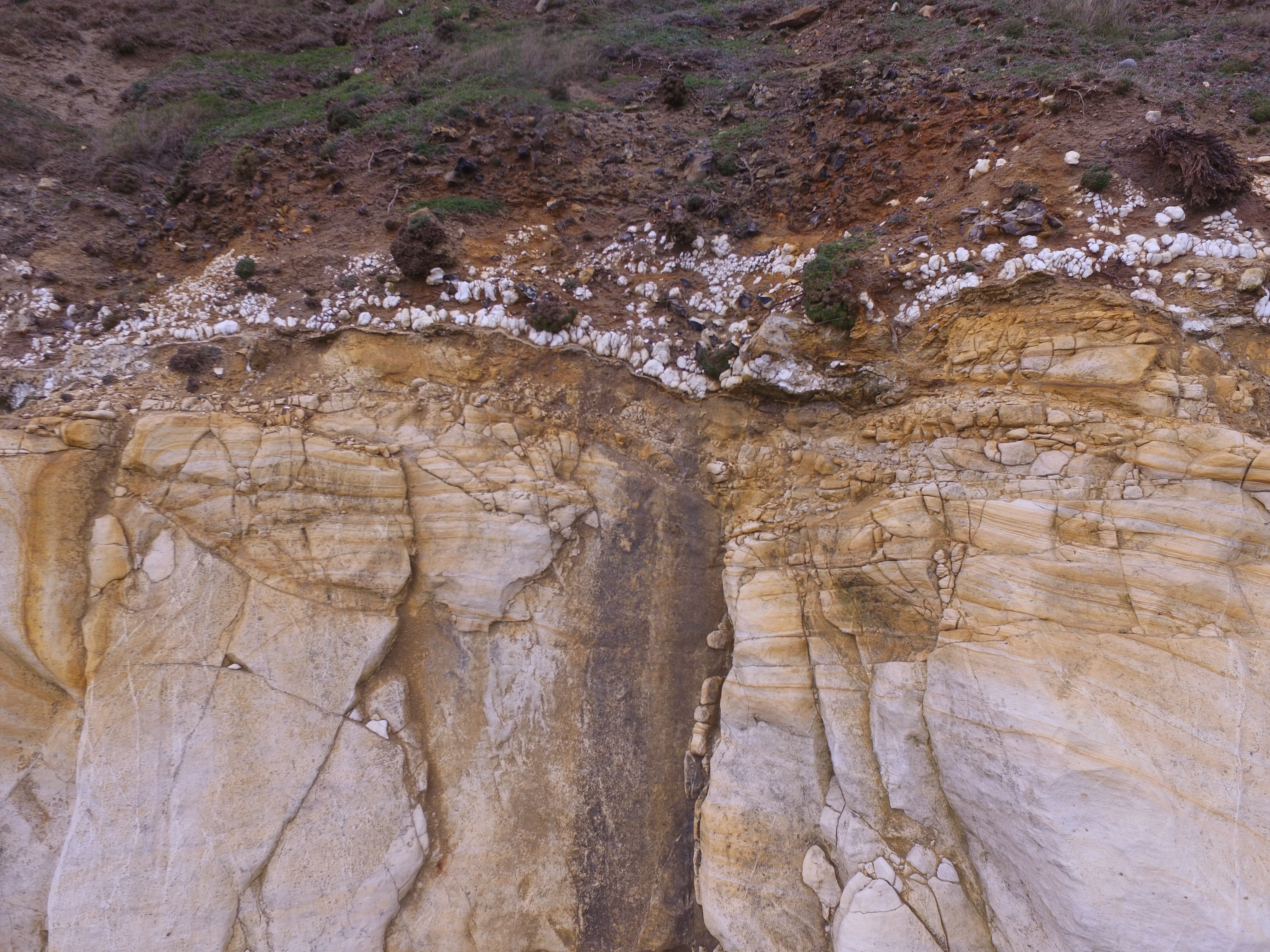
영국 이스트서식스 뉴헤이븐의 절벽 흰 백악층 꼭대기에 있는 알루미나이트 노두.

점토와 갈탄 퇴적물에서 황철석과 마카사이트의 산화 생성물과 함께 알루미늄 실리케이트 형태로 형성된다. 또한 화산 승화물, 천연 황 퇴적물, 드물게는 동굴에서도 발견된다. 바살루미나이트, 깁사이트, 엡솜염, 석고, 천청석, 백운암, 침철석과 관련하여 산출된다.
1807년 독일 작센안할트주 할레에서 처음 기술되었으며, 알루미늄 함량 때문에 이름이 붙여졌다. 또한 앨리 스톤, 할라이트, 웹스터라이트(오크니 제도의 지질학자 토머스 웹스터의 이름을 따서 명명됨)로도 알려져 있다.
알루미나이트는 타일 및 석공 작업자가 모르타르의 경화 시간을 줄이는 데 사용한다.